# Колекционерът
„Колекционерът“ (на английски: The Bone Collector) е американски криминален трилър на режисьора Филип Нойс. Във филма участват Дензъл Уошингтън и Анджелина Джоли.
Филмът е адаптация на едноименния криминален роман на Джефри Дивър, който разказва за детектива Линкълн Раймс. Филмът получава противоречиви отзиви от критиката.